# Port Clyde
Port Clyde est une communauté non incorporée américaine, située à l'extrémité sud de la presqu'île de Saint-Georges, incluse dans la ville de St. George, Maine.

## Histoire
À l'origine simple port de pêche aux harengs, au XIXe, il devient très populaire pour le transport de granit taillé, de matériaux pour les scieries et des produits de l'industrie de la conserve et ses chantiers navals.
À partir de la fin du XIXe siècle, il devient lieu de villégiature et accueille artistes et écrivains. Sarah Orne Jewett y écrit son roman The Country of the Pointed Firs (en).
Marshall Point, l'endroit où se trouve le phare éponyme, est à l'extrémité sud de Port Clyde. Il est un des objectifs de la course de Tom Hanks dans le film Forrest Gump (1994).
Port Clyde est le site du Fieldstone Castle, construit par Russell Williams Porter.

## Personnalités liées à Port Clyde
- Andrew Wyeth (1917-2009), peintre, a vécu dans la villa Eight Bells que son père N. C. Wyeth (1882-1945) avait acheté.
- Kenneth Noland (1924-2010), peintre et sculpteur, y est décédé.

## Galerie

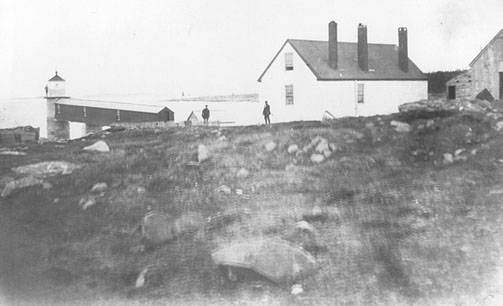
Ancien Marshall Point Light
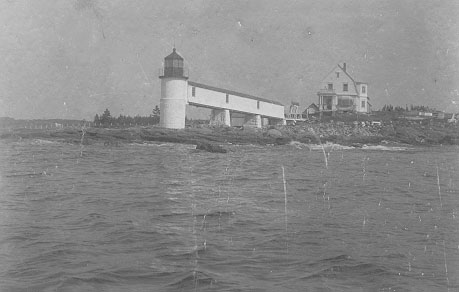
Nouveau Marshall Point Light
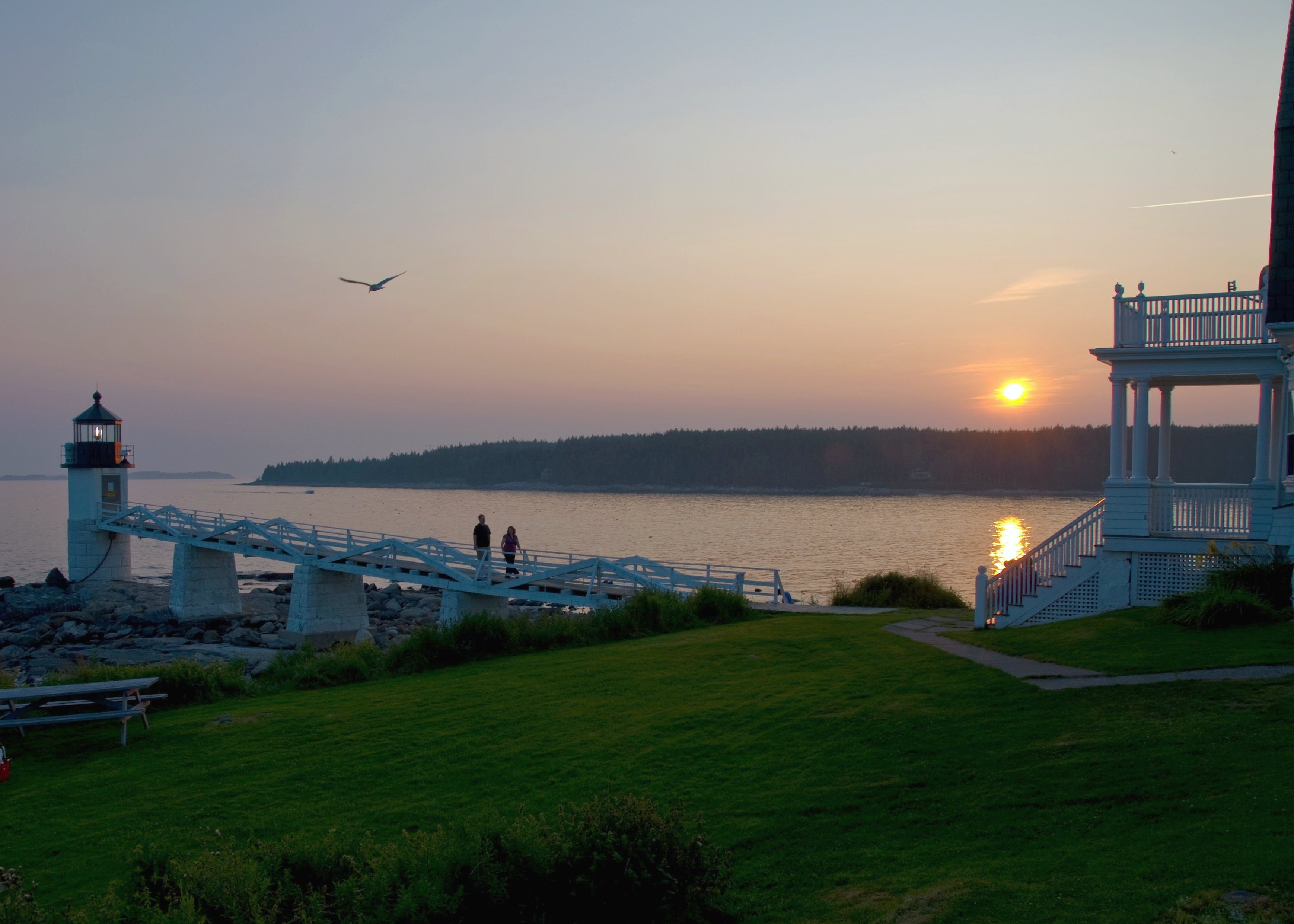
Coucher de soleil sur le phare
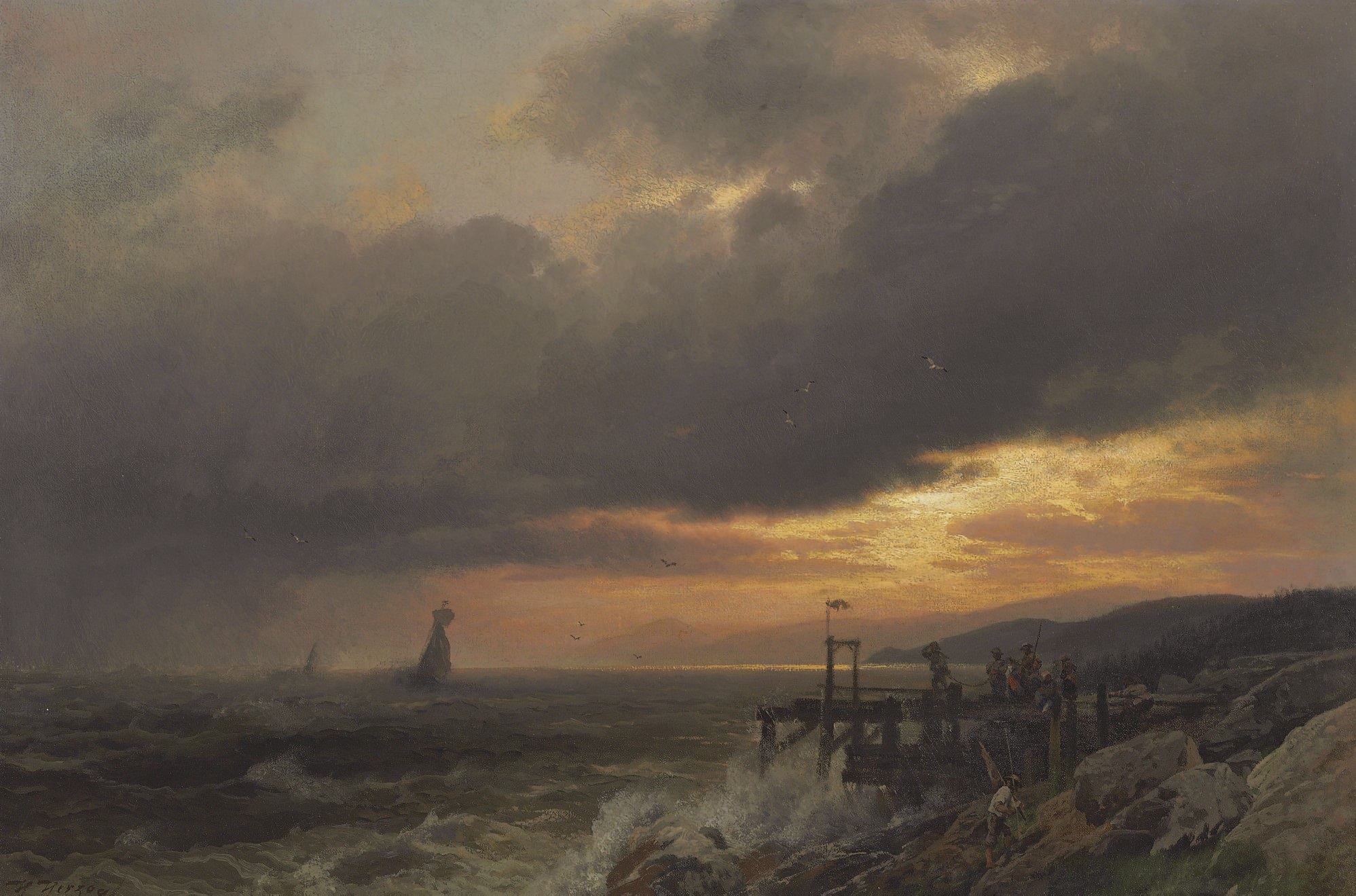
Coucher de Soleil sur la côte du Maine près de Port Clyde, toile de Hermann Herzog